# Список наград и номинаций фильма «Бедные-несчастные»
«Бе́дные-несча́стные» (англ. Poor Things) — фильм в жанрах научного фэнтези и чёрной комедии, снятый режиссёром Йоргосом Лантимосом по сценарию Тони Макнамары. Главные роли исполнили Эмма Стоун, Марк Руффало, Уиллем Дефо, Рами Юссеф, Кристофер Эбботт и Джеррод Кармайкл. В центре повествования — молодая женщина по имени Белла Бакстер из викторианского Лондона, попытавшаяся покончить с собой, но воскрешённая безумным учёным. Вместе с развратным адвокатом она сбегает из дома и отправляется в путешествие, в ходе которого познаёт саму себя и сексуальное раскрепощение.
Премьера фильма состоялась 1 сентября 2023 года на 80-м Венецианском кинофестивале, где он получил главный приз — «Золотого льва». В прокат в США картина вышла 8 декабря 2023 года, а в Великобритании и Ирландии — 12 января 2024 года; дистрибьютор — компания Searchlight Pictures. Фильм получил признание критиков, особенно была отмечена игра Эммы Стоун. По данным агрегатора Rotten Tomatoes, 
92 % из 350 обзоров были положительными, со средней оценкой 8,5 из 10. Сайт обобщает мнения критиков так: «Безумно творческие и увлекательно чрезмерные, «Бедные-несчастные» — это диковинный, блестящий аттракцион от режиссёра Йоргоса Лантимоса и звезды Эммы Стоун».
«Бедные-несчастные» удостоились множества кинопремий. Так, картина получила две премии «Золотой глобус» — «Лучший фильм — комедия или мюзикл» и «Лучшая женская роль — комедия или мюзикл» (Стоун). Кроме того, у фильма было тринадцать номинаций на премию «Выбор критиков» (в том числе в категории «Лучший фильм»), из которых он победил в одной — «Лучшая актриса» (Стоун); одиннадцать — на премию BAFTA (включая категорию «Лучший фильм») с победой в пяти из них, в том числе в категории «Лучшая женская роль» (Стоун); и одиннадцать — на премию «Оскар», где фильм завоевал четыре награды. Американский институт кино и Национальный совет кинокритиков США включили «Бедных-несчастных» в свои списки лучших фильмов 2023 года.

## Награды и номинации
| Награда                                                    | Дата вручения   | Категория                                                                 | Номинанты и получатели                                                   | Результат    | Пр.           |
| ---------------------------------------------------------- | --------------- | ------------------------------------------------------------------------- | ------------------------------------------------------------------------ | ------------ | ------------- |
| Международная премия AACTA                                 | 10 февраля 2024 | «Лучший иностранный фильм»                                                | «Бедные-несчастные»                                                      | Номинация    | [ 6 ]         |
| Международная премия AACTA                                 | 10 февраля 2024 | «Лучший иностранный режиссёр»                                             | Йоргос Лантимос                                                          | Номинация    | [ 6 ]         |
| Международная премия AACTA                                 | 10 февраля 2024 | «Лучшая иностранная актриса»                                              | Эмма Стоун                                                               | Номинация    | [ 6 ]         |
| Международная премия AACTA                                 | 10 февраля 2024 | «Лучший иностранный сценарий»                                             | Тони Макнамара                                                           | Победа       | [ 6 ]         |
| Премия AARP «Фильмы для взрослых»                          | 17 января 2024  | «Лучшая сценарная работа»                                                 | Тони Макнамара                                                           | Номинация    | [ 7 ] [ 8 ]   |
| Премия AARP «Фильмы для взрослых»                          | 17 января 2024  | «Лучший актёр второго плана»                                              | Марк Руффало                                                             | Номинация    | [ 7 ] [ 8 ]   |
| Премия AARP «Фильмы для взрослых»                          | 17 января 2024  | «Лучший актёр второго плана»                                              | Уиллем Дефо                                                              | Номинация    | [ 7 ] [ 8 ]   |
| Премия AARP «Фильмы для взрослых»                          | 17 января 2024  | «Лучший межпоколенческий фильм»                                           | «Бедные-несчастные»                                                      | Номинация    | [ 7 ] [ 8 ]   |
| «Оскар»                                                    | 10 марта 2024   | «Лучший фильм»                                                            | Эд Гвини, Эндрю Лоу, Йоргос Лантимос и Эмма Стоун                        | Номинация    | [ 9 ]         |
| «Оскар»                                                    | 10 марта 2024   | «Лучший режиссёр»                                                         | Йоргос Лантимос                                                          | Номинация    | [ 9 ]         |
| «Оскар»                                                    | 10 марта 2024   | «Лучшая актриса»                                                          | Эмма Стоун                                                               | Победа       | [ 9 ]         |
| «Оскар»                                                    | 10 марта 2024   | «Лучший актёр второго плана»                                              | Марк Руффало                                                             | Номинация    | [ 9 ]         |
| «Оскар»                                                    | 10 марта 2024   | «Лучший адаптированный сценарий»                                          | Тони Макнамара                                                           | Номинация    | [ 9 ]         |
| «Оскар»                                                    | 10 марта 2024   | «Лучшая музыка к фильму»                                                  | Джерскин Фендрикс                                                        | Номинация    | [ 9 ]         |
| «Оскар»                                                    | 10 марта 2024   | «Лучшая работа художника-постановщика»                                    | Художники-постановщики: Джеймс Прайс и Шона Хит; Декоратор: Жужа Михалек | Победа       | [ 9 ]         |
| «Оскар»                                                    | 10 марта 2024   | «Лучшая операторская работа»                                              | Робби Райан                                                              | Номинация    | [ 9 ]         |
| «Оскар»                                                    | 10 марта 2024   | «Лучший грим и причёски»                                                  | Надя Стейси, Марк Кулир и Джош Уэстон                                    | Победа       | [ 9 ]         |
| «Оскар»                                                    | 10 марта 2024   | «Лучший дизайн костюмов»                                                  | Холли Уоддингтон                                                         | Победа       | [ 9 ]         |
| «Оскар»                                                    | 10 марта 2024   | «Лучший монтаж»                                                           | Йоргос Мавропсаридис                                                     | Номинация    | [ 9 ]         |
| Премия Гильдии художников-постановщиков США                | 10 февраля 2024 | «Лучшая работа художника-постановщика в фэнтези-фильме»                   | Джеймс Прайс и Шона Хит                                                  | Победа       | [ 10 ]        |
| Ассоциация афроамериканских кинокритиков                   | 15 января 2024  | «Десять лучших фильмов года»                                              | «Бедные-несчастные»                                                      | 7-е место    | [ 11 ]        |
| Премия Американского института киноискусства               | 7 декабря 2023  | «Десять лучших фильмов года»                                              | «Бедные-несчастные»                                                      | Победа       | [ 12 ]        |
| Премия Американской ассоциации монтажёров                  | 3 марта 2024    | «Лучший монтаж полнометражного фильма (комедия)»                          | Йоргос Мавропсаридис                                                     | Номинация    | [ 13 ]        |
| Американское общество кинооператоров                       | 3 марта 2024    | «Лучшая операторская работа — кинофильм»                                  | Робби Райан                                                              | Номинация    | [ 14 ]        |
| Альянс женщин-киножурналистов                              | 4 января 2024   | «Лучшая актриса»                                                          | Эмма Стоун                                                               | Номинация    | [ 15 ]        |
| Альянс женщин-киножурналистов                              | 4 января 2024   | «Самый дерзкий перфоманс»                                                 | Эмма Стоун                                                               | Победа       | [ 15 ]        |
| Альянс женщин-киножурналистов                              | 4 января 2024   | «Лучший актёр второго плана»                                              | Марк Руффало                                                             | Номинация    | [ 15 ]        |
| Альянс женщин-киножурналистов                              | 4 января 2024   | «Лучший адаптированный сценарий»                                          | Тони Макнамара                                                           | Номинация    | [ 15 ]        |
| Альянс женщин-киножурналистов                              | 4 января 2024   | «Лучшая операторская работа»                                              | Робби Райан                                                              | Номинация    | [ 15 ]        |
| Альянс женщин-киножурналистов                              | 4 января 2024   | «Двое влюблённых с самой вопиющей разница в возрасте (особое упоминание)» | Марк Руффало и Эмма Стоун                                                | Номинация    | [ 15 ]        |
| Премия «Астра» в области кино и изобразительного искусства | 6 января 2024   | «Лучший режиссёр»                                                         | Йоргос Лантимос                                                          | Номинация    | [ 16 ]        |
| Премия «Астра» в области кино и изобразительного искусства | 6 января 2024   | «Лучшая актриса»                                                          | Эмма Стоун                                                               | Номинация    | [ 16 ]        |
| Премия «Астра» в области кино и изобразительного искусства | 6 января 2024   | «Лучший адаптированный сценарий»                                          | Тони Макнамара                                                           | Номинация    | [ 16 ]        |
| Премия «Астра» в области кино и изобразительного искусства | 26 февраля 2024 | «Лучшая операторская работа»                                              | Робби Райан                                                              | Номинация    | [ 16 ]        |
| Премия «Астра» в области кино и изобразительного искусства | 26 февраля 2024 | «Лучший дизайн костюмов»                                                  | Холли Уоддингтон                                                         | Победа       | [ 16 ]        |
| Премия «Астра» в области кино и изобразительного искусства | 26 февраля 2024 | «Лучшая работа художника-постановщика»                                    | Джеймс Прайс и Шона Хит                                                  | Номинация    | [ 16 ]        |
| Премия «Астра» в области кино и изобразительного искусства | 26 февраля 2024 | «Лучший грим и причёски»                                                  | Надя Стейси                                                              | Номинация    | [ 16 ]        |
| Премия «Астра» в области кино и изобразительного искусства | 26 февраля 2024 | «Лучшая музыка»                                                           | Джерскин Фендрикс                                                        | Номинация    | [ 16 ]        |
| Премия «Астра» в области кино и изобразительного искусства | 26 февраля 2024 | «Лучшие визуальные эффекты»                                               | «Бедные-несчастные»                                                      | Номинация    | [ 16 ]        |
| Ассоциация кинокритиков Остина                             | 10 января 2024  | «Лучший фильм»                                                            | «Бедные-несчастные»                                                      | Номинация    | [ 17 ]        |
| Ассоциация кинокритиков Остина                             | 10 января 2024  | «Лучший режиссёр»                                                         | Йоргос Лантимос                                                          | Номинация    | [ 17 ]        |
| Ассоциация кинокритиков Остина                             | 10 января 2024  | «Лучшая актриса»                                                          | Эмма Стоун                                                               | Номинация    | [ 17 ]        |
| Ассоциация кинокритиков Остина                             | 10 января 2024  | «Лучший актёр второго плана»                                              | Марк Руффало                                                             | Номинация    | [ 17 ]        |
| Ассоциация кинокритиков Остина                             | 10 января 2024  | «Лучший адаптированный сценарий»                                          | Тони Макнамара                                                           | Номинация    | [ 17 ]        |
| Ассоциация кинокритиков Остина                             | 10 января 2024  | «Лучшая операторская работа»                                              | Робби Райан                                                              | Номинация    | [ 17 ]        |
| Ассоциация кинокритиков Остина                             | 10 января 2024  | «Лучший монтаж»                                                           | Йоргос Мавропсаридис                                                     | Номинация    | [ 17 ]        |
| Ассоциация кинокритиков Остина                             | 10 января 2024  | «Лучшая музыка к фильму»                                                  | Джерскин Фендрикс                                                        | Номинация    | [ 17 ]        |
| Ассоциация кинокритиков Остина                             | 10 января 2024  | «Лучший актёрский состав»                                                 | «Бедные-несчастные»                                                      | Номинация    | [ 17 ]        |
| Общество чёрных кинокритиков                               | 20 декабря 2023 | «Десять лучших фильмов»                                                   | «Бедные-несчастные»                                                      | 7-е место    | [ 18 ]        |
| Общество чёрных кинокритиков                               | 20 декабря 2023 | «Лучшая операторская работа»                                              | Робби Райан                                                              | Победа       | [ 18 ]        |
| Black Reel Awards                                          | 16 января 2024  | «Самая прорывная роль»                                                    | Джеррод Кармайкл                                                         | Номинация    | [ 19 ]        |
| Общество кинокритиков Бостона                              | 10 декабря 2023 | «Лучшая актриса»                                                          | Эмма Стоун                                                               | Второе место | [ 20 ]        |
| Общество кинокритиков Бостона                              | 10 декабря 2023 | «Лучший актёр второго плана»                                              | Марк Руффало                                                             | Второе место | [ 20 ]        |
| Общество кинокритиков Бостона                              | 10 декабря 2023 | «Лучшая операторская работа»                                              | Робби Райан                                                              | Второе место | [ 20 ]        |
| BAFTA                                                      | 18 февраля 2024 | «Лучший фильм»                                                            | Эд Гвини, Йоргос Лантимос, Эндрю Лоу и Эмма Стоун                        | Номинация    | [ 21 ]        |
| BAFTA                                                      | 18 февраля 2024 | «Лучшая женская роль»                                                     | Эмма Стоун                                                               | Победа       | [ 21 ]        |
| BAFTA                                                      | 18 февраля 2024 | «Лучший адаптированный сценарий»                                          | Тони Макнамара                                                           | Номинация    | [ 21 ]        |
| BAFTA                                                      | 18 февраля 2024 | «Лучшая операторская работа»                                              | Робби Райан                                                              | Номинация    | [ 21 ]        |
| BAFTA                                                      | 18 февраля 2024 | «Лучший монтаж»                                                           | Йоргос Мавропсаридис                                                     | Номинация    | [ 21 ]        |
| BAFTA                                                      | 18 февраля 2024 | «Лучший дизайн костюмов»                                                  | Холли Уоддингтон                                                         | Победа       | [ 21 ]        |
| BAFTA                                                      | 18 февраля 2024 | «Лучшая работа художника-постановщика»                                    | Шона Хит, Жужа Михалек и Джеймс Прайс                                    | Победа       | [ 21 ]        |
| BAFTA                                                      | 18 февраля 2024 | «Лучший грим и причёски»                                                  | Надя Стейси                                                              | Победа       | [ 21 ]        |
| BAFTA                                                      | 18 февраля 2024 | «Лучшая музыка к фильму»                                                  | Джерскин Фендрикс                                                        | Номинация    | [ 21 ]        |
| BAFTA                                                      | 18 февраля 2024 | «Лучшие визуальные эффекты»                                               | Тим Бартер, Саймон Хьюз, Дин Кунджул и Джейн Пейтон                      | Победа       | [ 21 ]        |
| BAFTA                                                      | 18 февраля 2024 | «Лучший британский фильм»                                                 | Йоргос Лантимос, Эд Гвини, Эндрю Лоу, Эмма Стоун и Тони Макнамара        | Номинация    | [ 21 ]        |
| Британское общество кинооператоров                         | 3 февраля 2024  | «Лучшая операторская работа в полнометражном художественном фильме»       | Робби Райан                                                              | Победа       | [ 22 ]        |
| Camerimage                                                 | 18 ноября 2023  | «Золотая лягушка»                                                         | Робби Райан                                                              | Номинация    | [ 23 ] [ 24 ] |
| Camerimage                                                 | 18 ноября 2023  | «Бронзовая лягушка»                                                       | Робби Райан                                                              | Победа       | [ 23 ] [ 24 ] |
| Camerimage                                                 | 18 ноября 2023  | Приз зрительских симпатий                                                 | Йоргос Лантимос                                                          | Победа       | [ 23 ] [ 24 ] |
| Ассоциация кинокритиков Чикаго                             | 12 декабря 2023 | «Лучший фильм»                                                            | «Бедные-несчастные»                                                      | Номинация    | [ 25 ]        |
| Ассоциация кинокритиков Чикаго                             | 12 декабря 2023 | «Лучший режиссёр»                                                         | Йоргос Лантимос                                                          | Номинация    | [ 25 ]        |
| Ассоциация кинокритиков Чикаго                             | 12 декабря 2023 | «Лучшая актриса»                                                          | Эмма Стоун                                                               | Победа       | [ 25 ]        |
| Ассоциация кинокритиков Чикаго                             | 12 декабря 2023 | «Лучший актёр второго плана»                                              | Марк Руффало                                                             | Номинация    | [ 25 ]        |
| Ассоциация кинокритиков Чикаго                             | 12 декабря 2023 | «Лучший адаптированный сценарий»                                          | Тони Макнамара                                                           | Номинация    | [ 25 ]        |
| Ассоциация кинокритиков Чикаго                             | 12 декабря 2023 | «Лучшая работа арт-директора и художника-постановщика»                    | Джеймс Прайс и Шона Хит                                                  | Номинация    | [ 25 ]        |
| Ассоциация кинокритиков Чикаго                             | 12 декабря 2023 | «Лучшая операторская работа»                                              | Робби Райан                                                              | Номинация    | [ 25 ]        |
| Ассоциация кинокритиков Чикаго                             | 12 декабря 2023 | «Лучший дизайн костюмов»                                                  | Холли Уоддингтон                                                         | Победа       | [ 25 ]        |
| Ассоциация кинокритиков Чикаго                             | 12 декабря 2023 | «Лучшая музыка к фильму»                                                  | Джерскин Фендрикс                                                        | Номинация    | [ 25 ]        |
| Ассоциация кинокритиков Чикаго                             | 12 декабря 2023 | «Лучшее применение визуальных эффектов»                                   | «Бедные-несчастные»                                                      | Номинация    | [ 25 ]        |
| Гильдия художников по костюмам                             | 21 февраля 2024 | «Лучший дизайн костюмов в историческом фильме»                            | Холли Уоддингтон                                                         | Победа       | [ 26 ]        |
| «Выбор критиков»                                           | 14 января 2024  | «Лучший фильм»                                                            | «Бедные-несчастные»                                                      | Номинация    | [ 27 ] [ 28 ] |
| «Выбор критиков»                                           | 14 января 2024  | «Лучший режиссёр»                                                         | Йоргос Лантимос                                                          | Номинация    | [ 27 ] [ 28 ] |
| «Выбор критиков»                                           | 14 января 2024  | «Лучшая актриса»                                                          | Эмма Стоун                                                               | Победа       | [ 27 ] [ 28 ] |
| «Выбор критиков»                                           | 14 января 2024  | «Лучший актёр второго плана»                                              | Марк Руффало                                                             | Номинация    | [ 27 ] [ 28 ] |
| «Выбор критиков»                                           | 14 января 2024  | «Лучший адаптированный сценарий»                                          | Тони Макнамара                                                           | Номинация    | [ 27 ] [ 28 ] |
| «Выбор критиков»                                           | 14 января 2024  | «Лучшая операторская работа»                                              | Робби Райан                                                              | Номинация    | [ 27 ] [ 28 ] |
| «Выбор критиков»                                           | 14 января 2024  | «Лучший монтаж»                                                           | Йоргос Мавропсаридис                                                     | Номинация    | [ 27 ] [ 28 ] |
| «Выбор критиков»                                           | 14 января 2024  | «Лучший дизайн костюмов»                                                  | Холли Уоддингтон                                                         | Номинация    | [ 27 ] [ 28 ] |
| «Выбор критиков»                                           | 14 января 2024  | «Лучшая работа художника-постановщика»                                    | Джеймс Прайс и Шона Хит                                                  | Номинация    | [ 27 ] [ 28 ] |
| «Выбор критиков»                                           | 14 января 2024  | «Лучшая музыка»                                                           | Джерскин Фендрикс                                                        | Номинация    | [ 27 ] [ 28 ] |
| «Выбор критиков»                                           | 14 января 2024  | «Лучший грим и причёски»                                                  | «Бедные-несчастные»                                                      | Номинация    | [ 27 ] [ 28 ] |
| «Выбор критиков»                                           | 14 января 2024  | «Лучшие визуальные эффекты»                                               | «Бедные-несчастные»                                                      | Номинация    | [ 27 ] [ 28 ] |
| «Выбор критиков»                                           | 14 января 2024  | «Лучшая комедия»                                                          | «Бедные-несчастные»                                                      | Номинация    | [ 27 ] [ 28 ] |
| Суперпремия «Выбор критиков»                               | 4 апреля 2024   | «Лучший фильм в жанрах научная фантастика / фэнтези»                      | «Бедные-несчастные»                                                      | Номинация    | [ 29 ]        |
| Суперпремия «Выбор критиков»                               | 4 апреля 2024   | «Лучший актёр в научно-фантастическом / фэнтезийном фильме»               | Марк Руффало                                                             | Победа       | [ 29 ]        |
| Суперпремия «Выбор критиков»                               | 4 апреля 2024   | «Лучший актёр в научно-фантастическом / фэнтезийном фильме»               | Уиллем Дефо                                                              | Номинация    | [ 29 ]        |
| Суперпремия «Выбор критиков»                               | 4 апреля 2024   | «Лучшая актриса в научно-фантастическом / фэнтезийном фильме»             | Эмма Стоун                                                               | Победа       | [ 29 ]        |
| Ассоциация кинокритиков Далласа и Форт-Уэрта               | 18 декабря 2023 | «Лучший фильм»                                                            | «Бедные-несчастные»                                                      | 4-е место    | [ 30 ]        |
| Ассоциация кинокритиков Далласа и Форт-Уэрта               | 18 декабря 2023 | «Лучший режиссёр»                                                         | Йоргос Лантимос                                                          | 4-е место    | [ 30 ]        |
| Ассоциация кинокритиков Далласа и Форт-Уэрта               | 18 декабря 2023 | «Лучшая актриса»                                                          | Эмма Стоун                                                               | 2-е место    | [ 30 ]        |
| Ассоциация кинокритиков Далласа и Форт-Уэрта               | 18 декабря 2023 | «Лучший актёр второго плана»                                              | Марк Руффало                                                             | 4-е место    | [ 30 ]        |
| Общество кинокритиков Денвера                              | 12 января 2024  | «Лучший фильм»                                                            | «Бедные-несчастные»                                                      | Номинация    | [ 31 ]        |
| Общество кинокритиков Денвера                              | 12 января 2024  | «Лучший режиссёр»                                                         | Йоргос Лантимос                                                          | Номинация    | [ 31 ]        |
| Общество кинокритиков Денвера                              | 12 января 2024  | «Лучшая актриса»                                                          | Эмма Стоун                                                               | Победа       | [ 31 ]        |
| Общество кинокритиков Денвера                              | 12 января 2024  | «Лучший актёр второго плана»                                              | Марк Руффало                                                             | Номинация    | [ 31 ]        |
| Общество кинокритиков Денвера                              | 12 января 2024  | «Лучший адаптированный сценарий»                                          | Тони Макнамара                                                           | Победа       | [ 31 ]        |
| Общество кинокритиков Денвера                              | 12 января 2024  | «Лучшая музыка к фильму»                                                  | Джерскин Фендрикс                                                        | Номинация    | [ 31 ]        |
| Общество кинокритиков Денвера                              | 12 января 2024  | «Лучший научно-фантастический / хоррор-фильм»                             | «Бедные-несчастные»                                                      | Номинация    | [ 31 ]        |
| Общество кинокритиков Денвера                              | 12 января 2024  | «Лучшая комедия»                                                          | «Бедные-несчастные»                                                      | Победа       | [ 31 ]        |
| Общество кинокритиков Денвера                              | 12 января 2024  | «Лучшие визуальные эффекты»                                               | «Бедные-несчастные»                                                      | Номинация    | [ 31 ]        |
| Премия Гильдии режиссёров США                              | 10 февраля 2024 | «Лучший режиссёр — художественный фильм»                                  | Йоргос Лантимос                                                          | Номинация    | [ 32 ]        |
| Премия Дориана                                             | 26 февраля 2024 | «Фильм года»                                                              | «Бедные-несчастные»                                                      | Номинация    | [ 33 ]        |
| Премия Дориана                                             | 26 февраля 2024 | «Жанровый фильм года»                                                     | «Бедные-несчастные»                                                      | Победа       | [ 33 ]        |
| Премия Дориана                                             | 26 февраля 2024 | «Визуально яркий фильм года»                                              | «Бедные-несчастные»                                                      | Победа       | [ 33 ]        |
| Премия Дориана                                             | 26 февраля 2024 | «Актёрская игра года — фильм»                                             | Эмма Стоун                                                               | Номинация    | [ 33 ]        |
| Fangoria Chainsaw Awards                                   | 13 октября 2024 | «Лучшая главная роль»                                                     | Эмма Стоун                                                               | Номинация    | [ 34 ]        |
| Fangoria Chainsaw Awards                                   | 13 октября 2024 | «Лучшая операторская работа»                                              | Робби Райан                                                              | Победа       | [ 34 ]        |
| Fangoria Chainsaw Awards                                   | 13 октября 2024 | «Лучший дизайн костюмов»                                                  | Холли Уоддингтон                                                         | Победа       | [ 34 ]        |
| Общество кинокритиков Флориды                              | 21 декабря 2023 | «Лучшая актриса»                                                          | Эмма Стоун                                                               | Второе место | [ 35 ] [ 36 ] |
| Общество кинокритиков Флориды                              | 21 декабря 2023 | «Лучший актёр второго плана»                                              | Марк Руффало                                                             | Номинация    | [ 35 ] [ 36 ] |
| Общество кинокритиков Флориды                              | 21 декабря 2023 | «Лучший адаптированный сценарий»                                          | Тони Макнамара                                                           | Победа       | [ 35 ] [ 36 ] |
| Общество кинокритиков Флориды                              | 21 декабря 2023 | «Лучшая работа арт-директора и художника-постановщика»                    | Джеймс Прайс и Шона Хит                                                  | Второе место | [ 35 ] [ 36 ] |
| Общество кинокритиков Флориды                              | 21 декабря 2023 | «Лучшая операторская работа»                                              | Робби Райан                                                              | Номинация    | [ 35 ] [ 36 ] |
| Общество кинокритиков Флориды                              | 21 декабря 2023 | «Лучшие визуальные эффекты»                                               | «Бедные-несчастные»                                                      | Номинация    | [ 35 ] [ 36 ] |
| «Гауди»                                                    | 18 января 2025  | «Лучший европейский фильм»                                                | «Бедные-несчастные»                                                      | Номинация    | [ 37 ]        |
| Ассоциация кинокритиков Джорджии                           | 5 января 2024   | «Лучший фильм»                                                            | «Бедные-несчастные»                                                      | Номинация    | [ 38 ] [ 39 ] |
| Ассоциация кинокритиков Джорджии                           | 5 января 2024   | «Лучшая актриса»                                                          | Эмма Стоун                                                               | Второе место | [ 38 ] [ 39 ] |
| Ассоциация кинокритиков Джорджии                           | 5 января 2024   | «Лучший адаптированный сценарий»                                          | Тони Макнамара                                                           | Номинация    | [ 38 ] [ 39 ] |
| Ассоциация кинокритиков Джорджии                           | 5 января 2024   | «Лучшая операторская работа»                                              | Робби Райан                                                              | Номинация    | [ 38 ] [ 39 ] |
| Ассоциация кинокритиков Джорджии                           | 5 января 2024   | «Лучшая работа художника-постановщика»                                    | Джеймс Прайс, Шона Хит, Жужа Михалек                                     | Второе место | [ 38 ] [ 39 ] |
| Ассоциация кинокритиков Джорджии                           | 5 января 2024   | «Лучшая музыка к фильму»                                                  | Джерскин Фендрикс                                                        | Номинация    | [ 38 ] [ 39 ] |
| Гентский международный кинофестиваль                       | 21 октября 2023 | «Лучший фильм»                                                            | «Бедные-несчастные»                                                      | Номинация    | [ 40 ]        |
| Гентский международный кинофестиваль                       | 21 октября 2023 | «Премия Жоржа Делерю за лучшую оригинальную музыку»                       | Джерскин Фендрикс                                                        | Победа       | [ 41 ]        |
| «Золотой глобус»                                           | 7 января 2024   | «Лучший фильм — комедия или мюзикл»                                       | «Бедные-несчастные»                                                      | Победа       | [ 42 ] [ 43 ] |
| «Золотой глобус»                                           | 7 января 2024   | «Лучшая актриса — комедия или мюзикл»                                     | Эмма Стоун                                                               | Победа       | [ 42 ] [ 43 ] |
| «Золотой глобус»                                           | 7 января 2024   | «Лучший актёр второго плана»                                              | Уиллем Дефо                                                              | Номинация    | [ 42 ] [ 43 ] |
| «Золотой глобус»                                           | 7 января 2024   | «Лучший актёр второго плана»                                              | Марк Руффало                                                             | Номинация    | [ 42 ] [ 43 ] |
| «Золотой глобус»                                           | 7 января 2024   | «Лучший сценарий»                                                         | Тони Макнамара                                                           | Номинация    | [ 42 ] [ 43 ] |
| «Золотой глобус»                                           | 7 января 2024   | «Лучший режиссёр»                                                         | Йоргос Лантимос                                                          | Номинация    | [ 42 ] [ 43 ] |
| «Золотой глобус»                                           | 7 января 2024   | «Лучшая музыка к фильму»                                                  | Джерскин Фендрикс                                                        | Номинация    | [ 42 ] [ 43 ] |
| Golden Reel Awards                                         | 3 марта 2024    | «Лучший звуковой монтаж в художественном фильме — диалоги и перезапись»   | Джонни Бёрн, Тристан Бейлис, Питер Рассел                                | Номинация    | [ 44 ]        |
| «Готэм»                                                    | 27 ноября 2023  | «Лучший иностранный фильм»                                                | «Бедные-несчастные»                                                      | Номинация    | [ 45 ]        |
| Общество кинокритиков Хьюстона                             | 22 января 2024  | «Лучший фильм»                                                            | «Бедные-несчастные»                                                      | Победа       | [ 46 ] [ 47 ] |
| Общество кинокритиков Хьюстона                             | 22 января 2024  | «Лучший режиссёр»                                                         | Йоргос Лантимос                                                          | Номинация    | [ 46 ] [ 47 ] |
| Общество кинокритиков Хьюстона                             | 22 января 2024  | «Лучшая актриса»                                                          | Эмма Стоун                                                               | Победа       | [ 46 ] [ 47 ] |
| Общество кинокритиков Хьюстона                             | 22 января 2024  | «Лучший актёр второго плана»                                              | Марк Руффало                                                             | Номинация    | [ 46 ] [ 47 ] |
| Общество кинокритиков Хьюстона                             | 22 января 2024  | «Лучший сценарий»                                                         | Тони Макнамара                                                           | Номинация    | [ 46 ] [ 47 ] |
| Общество кинокритиков Хьюстона                             | 22 января 2024  | «Лучшая музыка к фильму»                                                  | Джерскин Фендрикс                                                        | Номинация    | [ 46 ] [ 47 ] |
| Общество кинокритиков Хьюстона                             | 22 января 2024  | «Лучшая операторская работа»                                              | Робби Райан                                                              | Номинация    | [ 46 ] [ 47 ] |
| Общество кинокритиков Хьюстона                             | 22 января 2024  | «Лучшие визуальные эффекты»                                               | «Бедные-несчастные»                                                      | Победа       | [ 46 ] [ 47 ] |
| Ассоциация киножурналистов Индианы                         | 17 декабря 2023 | «Лучший фильм»                                                            | «Бедные-несчастные»                                                      | Победа       | [ 48 ] [ 49 ] |
| Ассоциация киножурналистов Индианы                         | 17 декабря 2023 | «Лучший режиссёр»                                                         | Йоргос Лантимос                                                          | Победа       | [ 48 ] [ 49 ] |
| Ассоциация киножурналистов Индианы                         | 17 декабря 2023 | «Лучшая главная роль»                                                     | Эмма Стоун                                                               | Победа       | [ 48 ] [ 49 ] |
| Ассоциация киножурналистов Индианы                         | 17 декабря 2023 | «Лучшая роль второго плана»                                               | Уиллем Дефо                                                              | Номинация    | [ 48 ] [ 49 ] |
| Ассоциация киножурналистов Индианы                         | 17 декабря 2023 | «Лучшая роль второго плана»                                               | Марк Руффало                                                             | Победа       | [ 48 ] [ 49 ] |
| Ассоциация киножурналистов Индианы                         | 17 декабря 2023 | «Лучший адаптированный сценарий»                                          | Тони Макнамара                                                           | Победа       | [ 48 ] [ 49 ] |
| Ассоциация киножурналистов Индианы                         | 17 декабря 2023 | «Лучшая операторская работа»                                              | Робби Райан                                                              | Номинация    | [ 48 ] [ 49 ] |
| Ассоциация киножурналистов Индианы                         | 17 декабря 2023 | «Лучший монтаж»                                                           | Йоргос Мавропсаридис                                                     | Номинация    | [ 48 ] [ 49 ] |
| Ассоциация киножурналистов Индианы                         | 17 декабря 2023 | «Лучшая музыка к фильму»                                                  | Джерскин Фендрикс                                                        | Номинация    | [ 48 ] [ 49 ] |
| Ассоциация киножурналистов Индианы                         | 17 декабря 2023 | «Лучшая хореография»                                                      | Констанса Макрас                                                         | Номинация    | [ 48 ] [ 49 ] |
| Ассоциация киножурналистов Индианы                         | 17 декабря 2023 | «Лучший актёрский состав»                                                 | «Бедные-несчастные»                                                      | Победа       | [ 48 ] [ 49 ] |
| Ассоциация киножурналистов Индианы                         | 17 декабря 2023 | «Оригинальное видение»                                                    | «Бедные-несчастные»                                                      | Победа       | [ 48 ] [ 49 ] |
| Опрос критиков IndieWire                                   | 11 декабря 2023 | «Лучший фильм»                                                            | «Бедные-несчастные»                                                      | 3-е место    | [ 50 ]        |
| Опрос критиков IndieWire                                   | 11 декабря 2023 | «Лучший режиссёр»                                                         | Йоргос Лантимос                                                          | 3-е место    | [ 50 ]        |
| Опрос критиков IndieWire                                   | 11 декабря 2023 | «Лучшая актёрская игра»                                                   | Эмма Стоун                                                               | Победа       | [ 50 ]        |
| Опрос критиков IndieWire                                   | 11 декабря 2023 | «Лучшая операторская работа»                                              | Робби Райан                                                              | Второе место | [ 50 ]        |
| Опрос критиков IndieWire                                   | 11 декабря 2023 | «Лучший сценарий»                                                         | Тони Макнамара                                                           | 7-е место    | [ 50 ]        |
| Ассоциация кинокритиков Айовы                              | 17 января 2024  | «Лучшая актриса»                                                          | Эмма Стоун                                                               | Победа       | [ 51 ]        |
| Международный кинофестиваль в Ла-Рош-сюр-Йон               | 22 октября 2023 | Гран-при жюри                                                             | «Бедные-несчастные»                                                      | Номинация    | [ 52 ]        |
| Общество кинокритиков Лас-Вегаса                           | 13 декабря 2023 | «Лучший режиссёр»                                                         | Йоргос Лантимос                                                          | Номинация    | [ 53 ]        |
| Общество кинокритиков Лас-Вегаса                           | 13 декабря 2023 | «Лучшая актриса»                                                          | Эмма Стоун                                                               | Победа       | [ 53 ]        |
| Общество кинокритиков Лас-Вегаса                           | 13 декабря 2023 | «Лучший актёр второго плана»                                              | Марк Руффало                                                             | Номинация    | [ 53 ]        |
| Общество кинокритиков Лас-Вегаса                           | 13 декабря 2023 | «Лучший адаптированный сценарий»                                          | Тони Макнамара                                                           | Номинация    | [ 53 ]        |
| Общество кинокритиков Лас-Вегаса                           | 13 декабря 2023 | «Лучший монтаж»                                                           | Йоргос Мавропсаридис                                                     | Номинация    | [ 53 ]        |
| Общество кинокритиков Лас-Вегаса                           | 13 декабря 2023 | «Лучшие костюмы»                                                          | Холли Уоддингтон                                                         | Победа       | [ 53 ]        |
| Общество кинокритиков Лас-Вегаса                           | 13 декабря 2023 | «Лучшая работа арт-директора»                                             | Джеймс Прайс и Шона Хит                                                  | Номинация    | [ 53 ]        |
| Ассоциация кинокритиков Лос-Анджелеса                      | 10 декабря 2023 | «Лучший режиссёр»                                                         | Йоргос Лантимос                                                          | Второе место | [ 54 ]        |
| Ассоциация кинокритиков Лос-Анджелеса                      | 10 декабря 2023 | «Лучшая главная роль»                                                     | Эмма Стоун                                                               | Победа       | [ 54 ]        |
| Ассоциация кинокритиков Лос-Анджелеса                      | 10 декабря 2023 | «Лучшая операторская работа»                                              | Робби Райан                                                              | Победа       | [ 54 ]        |
| Ассоциация кинокритиков Лос-Анджелеса                      | 10 декабря 2023 | «Лучшая работа художника-постановщика»                                    | Джеймс Прайс и Шона Хит                                                  | Второе место | [ 54 ]        |
| Гильдия визажистов и парикмахеров-стилистов                | 18 февраля 2024 | «Лучший грим персонажей в полнометражном фильме»                          | Надя Стейси                                                              | Номинация    | [ 55 ]        |
| Гильдия визажистов и парикмахеров-стилистов                | 18 февраля 2024 | «Лучшие спецэффекты грима в полнометражном фильме»                        | Надя Стейси и Марк Кулир                                                 | Номинация    | [ 55 ]        |
| Международный кинофестиваль в Мишкольце                    | 9 сентября 2023 | «Награда Эмерика Прессбургера за лучший фильм»                            | «Бедные-несчастные»                                                      | Номинация    | [ 56 ]        |
| Национальный совет кинокритиков США                        | 6 декабря 2023  | «Десять лучших фильмов»                                                   | «Бедные-несчастные»                                                      | Победа       | [ 57 ]        |
| Национальный совет кинокритиков США                        | 6 декабря 2023  | «Лучший актёр второго плана»                                              | Марк Руффало                                                             | Победа       | [ 57 ]        |
| Национальный совет кинокритиков США                        | 6 декабря 2023  | «Лучший адаптированный сценарий»                                          | Тони Макнамара                                                           | Победа       | [ 57 ]        |
| Национальное общество кинокритиков США                     | 6 января 2024   | «Лучшая актриса»                                                          | Эмма Стоун                                                               | Второе место | [ 58 ]        |
| Общество кинокритиков Невады                               | 23 декабря 2023 | «Лучшая актриса»                                                          | Эмма Стоун                                                               | Победа       | [ 59 ]        |
| Общество онлайн-кинокритиков Нью-Йорка                     | 15 декабря 2023 | «Десять лучших фильмов»                                                   | «Бедные-несчастные»                                                      | Победа       | [ 60 ]        |
| Общество онлайн-кинокритиков Нью-Йорка                     | 15 декабря 2023 | «Лучший актёр второго плана»                                              | Марк Руффало                                                             | Победа       | [ 60 ]        |
| Ассоциация кинокритиков Северного Техаса                   | 18 декабря 2023 | «Лучший фильм»                                                            | «Бедные-несчастные»                                                      | Номинация    | [ 61 ]        |
| Ассоциация кинокритиков Северного Техаса                   | 18 декабря 2023 | «Лучшая актриса»                                                          | Эмма Стоун                                                               | Номинация    | [ 61 ]        |
| Ассоциация кинокритиков Северного Техаса                   | 18 декабря 2023 | «Лучший актёр второго плана»                                              | Уиллем Дефо                                                              | Номинация    | [ 61 ]        |
| Ассоциация кинокритиков Северного Техаса                   | 18 декабря 2023 | «Лучший актёр второго плана»                                              | Марк Руффало                                                             | Номинация    | [ 61 ]        |
| Ассоциация кинокритиков Северного Техаса                   | 18 декабря 2023 | «Лучшая операторская работа»                                              | Робби Райан                                                              | Номинация    | [ 61 ]        |
| Общество кинокритиков Оклахомы                             | 3 января 2024   | «Десять лучших фильмов»                                                   | «Бедные-несчастные»                                                      | 7-е место    | [ 62 ]        |
| Международный кинофестиваль в Палм-Спрингс                 | 4 января 2024   | Премия «Достижения пустынной пальмы» для актрисы                          | Эмма Стоун                                                               | Победа       | [ 63 ]        |
| Общество кинокритиков Финикса                              | 18 декабря 2023 | «Десять лучших фильмов 2023 года»                                         | «Бедные-несчастные»                                                      | Победа       | [ 64 ]        |
| Общество кинокритиков Финикса                              | 18 декабря 2023 | «Лучшая актриса в главной роли»                                           | Эмма Стоун                                                               | Победа       | [ 64 ]        |
| Премия Гильдии продюсеров США                              | 25 февраля 2024 | «Лучший театральный фильм»                                                | «Бедные-несчастные»                                                      | Номинация    | [ 65 ]        |
| Общество кинокритиков Сан-Диего                            | 19 декабря 2023 | «Лучшая актриса»                                                          | Эмма Стоун                                                               | Номинация    | [ 66 ]        |
| Общество кинокритиков Сан-Диего                            | 19 декабря 2023 | «Лучший актёр второго плана»                                              | Марк Руффало                                                             | Номинация    | [ 66 ]        |
| Общество кинокритиков Сан-Диего                            | 19 декабря 2023 | «Лучший актёр в комедии»                                                  | Марк Руффало                                                             | Второе место | [ 66 ]        |
| Общество кинокритиков Сан-Диего                            | 19 декабря 2023 | «Лучшая операторская работа»                                              | Робби Райан                                                              | Номинация    | [ 66 ]        |
| Общество кинокритиков Сан-Диего                            | 19 декабря 2023 | «Лучший монтаж»                                                           | Йоргос Мавропсаридис                                                     | Номинация    | [ 66 ]        |
| Общество кинокритиков Сан-Диего                            | 19 декабря 2023 | «Лучший дизайн костюмов»                                                  | Холли Уоддингтон, Венсан Дюма и Жужа Стенджер                            | Второе место | [ 66 ]        |
| Общество кинокритиков Сан-Диего                            | 19 декабря 2023 | «Лучшая работа художника-постановщика»                                    | Джеймс Прайс и Шона Хит                                                  | Номинация    | [ 66 ]        |
| Общество кинокритиков Сан-Диего                            | 19 декабря 2023 | «Лучшие визуальные эффекты»                                               | «Бедные-несчастные»                                                      | Второе место | [ 66 ]        |
| Общество кинокритиков залива Сан-Франциско                 | 9 января 2024   | «Лучший фильм»                                                            | «Бедные-несчастные»                                                      | Номинация    | [ 67 ]        |
| Общество кинокритиков залива Сан-Франциско                 | 9 января 2024   | «Лучшая актриса»                                                          | Эмма Стоун                                                               | Победа       | [ 67 ]        |
| Общество кинокритиков залива Сан-Франциско                 | 9 января 2024   | «Лучший актёр второго плана»                                              | Марк Руффало                                                             | Номинация    | [ 67 ]        |
| Общество кинокритиков залива Сан-Франциско                 | 9 января 2024   | «Лучший адаптированный сценарий»                                          | Тони Макнамара                                                           | Номинация    | [ 67 ]        |
| Общество кинокритиков залива Сан-Франциско                 | 9 января 2024   | «Лучшая операторская работа»                                              | Робби Райан                                                              | Номинация    | [ 67 ]        |
| Общество кинокритиков залива Сан-Франциско                 | 9 января 2024   | «Лучший монтаж»                                                           | Йоргос Мавропсаридис                                                     | Номинация    | [ 67 ]        |
| Общество кинокритиков залива Сан-Франциско                 | 9 января 2024   | «Лучшая музыка к фильму»                                                  | Джерскин Фендрикс                                                        | Номинация    | [ 67 ]        |
| Общество кинокритиков залива Сан-Франциско                 | 9 января 2024   | «Лучшая работа художника-постановщика»                                    | Жужа Михалек, Шона Хит и Джеймс Прайс                                    | Номинация    | [ 67 ]        |
| Международный кинофестиваль в Санта-Барбаре                | 11 февраля 2024 | Премия Американской Ривьеры                                               | Марк Руффало                                                             | Победа       | [ 68 ]        |
| Международный кинофестиваль в Санта-Барбаре                | 11 февраля 2024 | Премия ремесленников Variety                                              | Холли Уоддингтон                                                         | Победа       | [ 69 ]        |
| «Спутник»                                                  | 3 марта 2024    | «Лучший фильм — комедия или мюзикл»                                       | «Бедные-несчастные»                                                      | Номинация    | [ 70 ]        |
| «Спутник»                                                  | 3 марта 2024    | «Лучший режиссёр»                                                         | Йоргос Лантимос                                                          | Номинация    | [ 70 ]        |
| «Спутник»                                                  | 3 марта 2024    | «Лучшая актриса — комедия или мюзикл»                                     | Эмма Стоун                                                               | Победа       | [ 70 ]        |
| «Спутник»                                                  | 3 марта 2024    | «Лучший актёр второго плана»                                              | Марк Руффало                                                             | Победа       | [ 70 ]        |
| «Спутник»                                                  | 3 марта 2024    | «Лучший адаптированный сценарий»                                          | Тони Макнамара и Аласдер Грей                                            | Номинация    | [ 70 ]        |
| «Спутник»                                                  | 3 марта 2024    | «Лучший монтаж»                                                           | Йоргос Мавропсаридис                                                     | Номинация    | [ 70 ]        |
| «Спутник»                                                  | 3 марта 2024    | «Лучший дизайн костюмов»                                                  | Холли Уоддингтон                                                         | Номинация    | [ 70 ]        |
| «Спутник»                                                  | 3 марта 2024    | «Лучшая музыка к фильму»                                                  | Джерскин Фендрикс                                                        | Номинация    | [ 70 ]        |
| «Сатурн»                                                   | 2 февраля 2025  | «Лучший фэнтези-фильм»                                                    | «Бедные-несчастные»                                                      | Номинация    | [ 71 ]        |
| Премия Гильдии киноактёров США                             | 24 февраля 2024 | «Лучшая актриса»                                                          | Эмма Стоун                                                               | Номинация    | [ 72 ]        |
| Премия Гильдии киноактёров США                             | 24 февраля 2024 | «Лучший актёр второго плана»                                              | Уиллем Дефо                                                              | Номинация    | [ 72 ]        |
| Общество кинокритиков Сиэтла                               | 8 января 2024   | «Лучший фильм года»                                                       | «Бедные-несчастные»                                                      | Номинация    | [ 73 ]        |
| Общество кинокритиков Сиэтла                               | 8 января 2024   | «Лучший режиссёр»                                                         | Йоргос Лантимос                                                          | Номинация    | [ 73 ]        |
| Общество кинокритиков Сиэтла                               | 8 января 2024   | «Лучшая актриса»                                                          | Эмма Стоун                                                               | Номинация    | [ 73 ]        |
| Общество кинокритиков Сиэтла                               | 8 января 2024   | «Лучший актёр второго плана»                                              | Марк Руффало                                                             | Номинация    | [ 73 ]        |
| Общество кинокритиков Сиэтла                               | 8 января 2024   | «Лучший сценарий»                                                         | Тони Макнамара                                                           | Номинация    | [ 73 ]        |
| Общество кинокритиков Сиэтла                               | 8 января 2024   | «Лучшая операторская работа»                                              | Робби Райан                                                              | Победа       | [ 73 ]        |
| Общество кинокритиков Сиэтла                               | 8 января 2024   | «Лучший дизайн костюмов»                                                  | Холли Уоддингтон                                                         | Номинация    | [ 73 ]        |
| Общество кинокритиков Сиэтла                               | 8 января 2024   | «Лучший монтаж»                                                           | Йоргос Мавропсаридис                                                     | Номинация    | [ 73 ]        |
| Общество кинокритиков Сиэтла                               | 8 января 2024   | «Лучшая музыка к фильму»                                                  | Джерскин Фендрикс                                                        | Номинация    | [ 73 ]        |
| Общество кинокритиков Сиэтла                               | 8 января 2024   | «Лучшая работа художника-постановщика»                                    | Шона Хит и Джеймс Прайс                                                  | Номинация    | [ 73 ]        |
| Общество кинокритиков Сиэтла                               | 8 января 2024   | «Лучшие визуальные эффекты»                                               | Саймон Хьюз                                                              | Номинация    | [ 73 ]        |
| Премия Гильдии художников-постановщиков США                | 13 февраля 2024 | «Лучшая работа художника-постановщика в историческом фильме»              | Жужа Михалек, Шона Хит и Джеймс Прайс                                    | Победа       | [ 74 ]        |
| Ассоциация кинокритиков Сент-Луиса                         | 17 декабря 2023 | «Лучшая актриса»                                                          | Эмма Стоун                                                               | Номинация    | [ 75 ]        |
| Ассоциация кинокритиков Сент-Луиса                         | 17 декабря 2023 | «Лучший дизайн костюмов»                                                  | Холли Уоддингтон                                                         | Второе место | [ 75 ]        |
| Ассоциация кинокритиков Сент-Луиса                         | 17 декабря 2023 | «Лучшая работа художника-постановщика»                                    | Джеймс Прайс и Шона Хит                                                  | Второе место | [ 75 ]        |
| Международный кинофестиваль в Стокгольме                   | 21 ноября 2023  | Приз зрительских симпатий                                                 | «Бедные-несчастные»                                                      | Победа       | [ 76 ]        |
| Ассоциация кинокритиков Юга США                            | 18 декабря 2023 | «Десять лучших фильмов»                                                   | «Бедные-несчастные»                                                      | 6-е место    | [ 77 ]        |
| Ассоциация кинокритиков Торонто                            | 17 декабря 2023 | «Лучшая главная роль»                                                     | Эмма Стоун                                                               | Второе место | [ 78 ]        |
| Ассоциация кинокритиков Торонто                            | 17 декабря 2023 | «Лучший адаптированный сценарий»                                          | Тони Макнамара                                                           | Второе место | [ 78 ]        |
| Премия USC Scripter                                        | 2 марта 2024    | «Лучший адаптированный сценарий — кинофильм»                              | Тони Макнамара                                                           | Номинация    | [ 79 ]        |
| Общество кинокритиков Ванкувера                            | 12 февраля 2024 | «Лучшая актриса»                                                          | Эмма Стоун                                                               | Номинация    | [ 80 ]        |
| Общество кинокритиков Ванкувера                            | 12 февраля 2024 | «Лучший актёр второго плана»                                              | Уиллем Дефо                                                              | Номинация    | [ 80 ]        |
| Венецианский кинофестиваль                                 | 9 сентября 2023 | «Золотой лев»                                                             | Йоргос Лантимос                                                          | Победа       | [ 81 ]        |
| Венецианский кинофестиваль                                 | 9 сентября 2023 | «Приз UNIMED — Лучший фильм»                                              | Йоргос Лантимос                                                          | Победа       | [ 82 ]        |
| Ассоциация кинокритиков Вашингтона                         | 10 декабря 2023 | «Лучший режиссёр»                                                         | Йоргос Лантимос                                                          | Номинация    | [ 83 ] [ 84 ] |
| Ассоциация кинокритиков Вашингтона                         | 10 декабря 2023 | «Лучшая актриса»                                                          | Эмма Стоун                                                               | Номинация    | [ 83 ] [ 84 ] |
| Ассоциация кинокритиков Вашингтона                         | 10 декабря 2023 | «Лучший адаптированный сценарий»                                          | Тони Макнамара                                                           | Номинация    | [ 83 ] [ 84 ] |
| Ассоциация кинокритиков Вашингтона                         | 10 декабря 2023 | «Лучшая операторская работа»                                              | Робби Райан                                                              | Номинация    | [ 83 ] [ 84 ] |
| Ассоциация кинокритиков Вашингтона                         | 10 декабря 2023 | «Лучшая музыка                                                            | Джерскин Фендрикс                                                        | Номинация    | [ 83 ] [ 84 ] |
| Ассоциация кинокритиков Вашингтона                         | 10 декабря 2023 | «Лучшая работа художника-постановщика»                                    | Джеймс Прайс и Шона Хит                                                  | Номинация    | [ 83 ] [ 84 ] |
| Общество женщин-кинокритиков                               | 18 декабря 2023 | «Лучший фильм о женщинах»                                                 | «Бедные-несчастные»                                                      | Второе место | [ 85 ]        |
| Общество женщин-кинокритиков                               | 18 декабря 2023 | «Лучшая актриса»                                                          | Эмма Стоун                                                               | Победа       | [ 85 ]        |

## Комментарии
1. 1 2 3 4  У данной премии нет одного конкретного лауреата, награда присуждается сразу нескольким фильмам.
2. ↑  Разделила награду с Сандрой Хюллер (за роль в фильме «Анатомия падения») и Натали Портман (за роль в фильме «Май декабрь»).
3. ↑  Разделил награду с Робертом Дауни-младшим (за роль в фильме «Оппенгеймер») и Чарльзом Мелтоном (за роль в фильме «Май декабрь»).
4. ↑  Разделил награду с фильмом «Барби».
5. 1 2  Разделила награду с Лили Глэдстоун (за роль в фильме «Убийцы цветочной луны»).
6. ↑  Разделила награду с Полом Джаматти (за роль в фильме «Оставленные»), Эндрю Скоттом (за роль в фильме «Мы всем чужие») и Кодзи Якусё (за роль в фильме «Идеальные дни»).
7. ↑  Разделил награду с Эндрю Хейгом[англ.] (за сценарий к фильму «Мы всем чужие»).